# Megasema virgata
Megasema virgata är en fjärilsart som beskrevs av Tutt 1892. Megasema virgata ingår i släktet Megasema och familjen nattflyn. Inga underarter finns listade i Catalogue of Life.